# Bas-Sassandra
Bas-Sassandra é uma das 19 regiões da Costa do Marfim.

## Dados
Capital: San-Pédro
Área: 25 800 km²

## Departamentos
A região de Bas-Sassandra está dividida em quatro departamentos:
- San-Pédro
- Sassandra
- Soubré
- Tabou